# Thomas Warton
Thomas Warton (ur. 9 stycznia 1728 w Basingstoke, zm. 20 maja 1790 w Oksford) – angielski historyk literatury, krytyk literacki oraz poeta, profesor Uniwersytetu Oksfordzkiego, od 1785 poet laureate.  
Urodził się w rodzinie Thomasa Wartona (współcześnie zwanego starszym), duchownego i profesora poezji na Uniwersytecie Oksfordzkim oraz Elisabeth z d. Richardson, córki duchownego.  Studia  odbywał od 1744 w Trinity College Uniwersytetu Oksfordzkiego, gdzie w 1747 uzyskał stopień bakałarza i święcenia kapłańskie, w 1750 magistra, a w 1767 stopień Bachelor of Divinity, jednocześnie od 1747 wykładając na swej uczelni, przy czym od 1757 do 1767 na stanowisku profesora poezji. W 1767 wybrano go członkiem London Society of Antiquaries. W 1785 został mianowany na stanowisko poet laureate. Na własną rękę prowadził także archeologiczne badania ruin gotyckich kościołów i zamków. 
Jest autorem m.in.  poematów The Pleasures of Melancholy (wydany w 1747) i The Triumph of Isis (wyd. w 1749, wyd. 2 w 1762). 
Napisał i wydał też m.in.: kilka biografii akademików z macierzystej uczelni, ponadto Observations on the Faerie Queene (1754) i trzytomowe opracowanie historii angielskiej poezji The History of English Poetry from the Close of the Eleventh to the Commencement of the Eighteenth Century (tomy wydane kolejno w: 1774, 1778 i 1781), które jest uważane za najważniejszą jego pracę naukową. 
Uważany jest za prekursora romantyzmu w literaturze angielskiej. 
Był młodszym bratem uczonego i krytyka literatury Josepha Wartona, miał także starszą siostrę, poetkę oraz pisarkę Jane Warton. 